# Nike (mitologia)

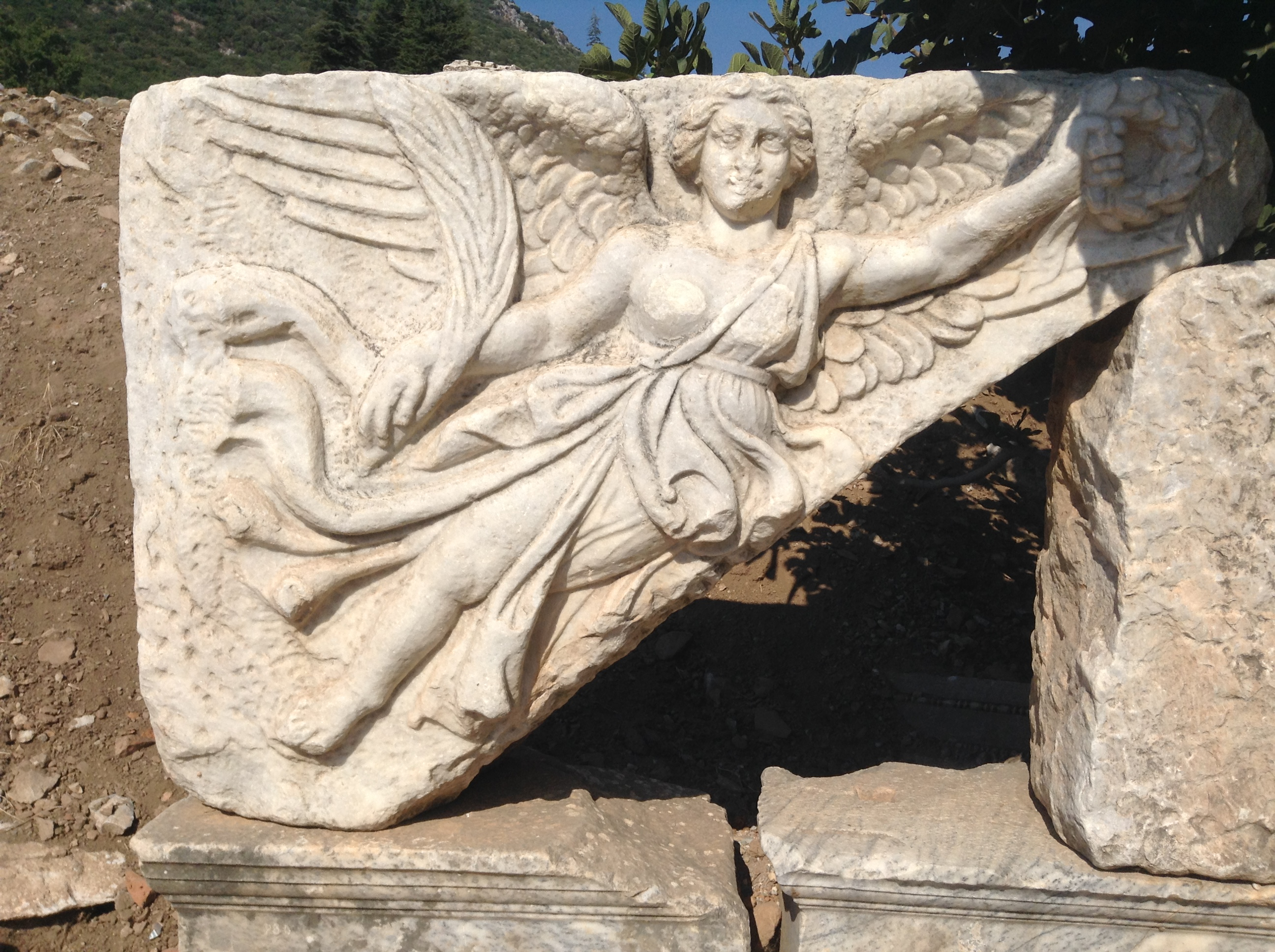
Nike z Efezu

Nike (także Zwycięstwo; gr. Νίκη Níkē, łac. Victoria) – w mitologii greckiej bogini i uosobienie zwycięstwa, zdobiąca często pomniki upamiętniające słynne zwycięstwa odniesione w bitwach. Przedstawiano ją jako młodą kobietę ze skrzydłami i gałązką oliwną w dłoni. Jest opiekunką sportowców i wojowników.
Należała do pierwszego, starszego od Olimpijczyków pokolenia bogów. Jest córką tytana Pallasa i bogini podziemnej rzeki Styks. Towarzyszyło jej w boju rodzeństwo: Zelos – współzawodnictwo, Kratos – siła i Bia – przemoc.
Jej rzymską odpowiedniczką była Wiktoria.
Postać Nike została przejęta w chrześcijaństwie. Wczesnym przykładem adaptacji jest mozaika w bazylice akwilejskiej (około 315 r.), gdzie postać Nike stoi pomiędzy koszem chleba i kielichem, powiewa nad nimi wieńcem oraz palmą na znak, że dary eucharystyczne wyobrażają zbawcze zwycięstwo Chrystusa.
Atrybutem Nike są skrzydła, gałązka oliwna (inaczej palmowa) i wieniec na głowie.

## Najbardziej znane przedstawienia
- Nike z Olimpii Pajoniosa z Mende
- Nike z Samotraki (w paryskim Luwrze)
- Nike z Delos
- Warszawska Nike

## Nawiązania
Nike występuje w wielu utworach literackich, na przykład w liryku Zbigniewa Herberta pod tytułem Nike która się waha, gdzie sama jest świadkiem bitwy. Podmiot liryczny zorientowany narracyjnie opisuje jej – typowe dla ludzi, nietypowe dla bóstwa – wahanie, czy wyrazić swoje uczucia. Wiersz w formie pieśni wykonuje Przemysław Gintrowski na płycie Tren do wierszy Zbigniewa Herberta.